# Средна-Гора
Сре́дна-Гора́ (Анти-Балканы) — горы в центральной Болгарии, расположены к югу, параллельно Балканским горам и простираются от реки Искыр на западе до изгиба реки Тунджа на севере и города Ямбол на востоке. Протяжённость 285 км, наибольшая ширина — 50 км. Высочайшая вершина — Голям-Богдан (1604 м).
Горная система состоит из трёх частей по рекам Тополница и Стряма — западной (Западная Средна-Гора или Ихтиманска-Средна-Гора), центральной (Сыштинска-Средна-Гора) и восточной части (горный массив Сырнена-Средна-Гора).